# Fusillade à l'école chrétienne Abundant Life
 (février 2025).
 (février 2025).
Le 16 décembre 2024, une fusillade est intervenue à l'école chrétienne Abundant Life à Madison, dans le Wisconsin, aux États-Unis. Deux personnes, ainsi que la tireuse, identifiée comme étant Natalie Rupnow, âgée de 15 ans, ont été confirmées mortes[anglicisme à remplacer], et six autres ont été blessées,.

## Contexte général
L'Abundant Life Christian School est une école chrétienne privée fondée en 1978 comportant des classes de la maternelle à la terminale. Le bâtiment est situé à côté de la City Church Madison et partage un terrain de 12 hectares avec le Campus for Kids Learning Center, un centre pour les nourrissons et les enfants de la maternelle en plus de l'église. Des enfants d'environ 200 familles y sont inscrits dans l'école, qui comptait environ 390 élèves au moment de la fusillade, L'école était équipée de caméras lors des faits. Cependant, comme la plupart des écoles privées de sa taille, elle n'avait pas de détecteur de métaux ni d'agent de sécurité scolaire,,.
Selon CNN, la fusillade est au moins la 83e fusillade dans une école aux États-Unis en 2024.

## Fusillade
La fusillade a eu lieu dans une salle de classe utilisée comme salle d'étude avec des élèves de tout âge,, Selon le département de police de Madison, un appel a été reçu au 911 d'un enseignant de deuxième année à l'intérieur de l'école à 10h57. Rupnow était armé de deux pistolets lors de la fusillade, mais n'en a utilisé qu'un seul des deux.
Les forces de l'ordre sont arrivées à l'école et ont trouvé le tireur mort à 11h05 d'une blessure par balle auto-infligée. Le suspect a été initialement signalé comme étant un adolescent mineur et un étudiant de l'école. Le tireur a été déclaré mort alors qu'il était transporté à l'hôpital,.
À 11h14 Le personnel et les élèves de l'école ont été évacués. Aucun des agents de police n’a fait usage d'armes. Après une première inspection de l'école, les responsables de la police ont indiqué qu'il n'y avait plus de menace pour le public. Selon diverses agences de presse locales, une alerte de sécurité publique a été envoyée aux téléphones à proximité vers 11h20.
Au total, 21 douilles ont été trouvées dans l'école.

## Victimes
Lors d'une première conférence de presse, les responsables du département de police de Madison ont indiqué que le bilan était de cinq morts, mais ont ensuite modifié leur bilan et déclaré qu'au moins trois personnes, y compris le tireur présumé, étaient mortes. Les deux victimes ont été identifiées par le bureau du médecin légiste du comté de Dane comme étant Erin West, enseignante originaire de DeForest, âgée de 42 ans, et Rubi Vergara, une étudiante de 14 ans,.
Six personnes ont été blessées, dont deux grièvement. Le chef de la police, Shon F. Barnes, n'a pas précisé l'âge et le sexe des victimes blessées. Selon un porte-parole de l'hôpital, quatre patients victimes de la fusillade ont été soignés à l'hôpital SSM Health St. Mary's de Madison. Deux des victimes blessées ont ensuite été autorisées à quitter l'hôpital. Les deux autres patients sont restés hospitalisés mais leur état était stable.

## Auteur de l'attaque
Natalie Lynn « Samantha » Rupnow (7 novembre 2009 – 16 décembre 2024) une étudiante de 15 ans de l'école, a été identifiée par un agent des forces de l'ordre comme étant l'agresseur. Rupnow a vécu dans la région métropolitaine de Madison pendant toute sa vie, avec de la famille à Friesland et à Randolph, dans le Wisconsin. Ses parents étaient tous deux divorcés et se sont remariés deux fois. Elle avait suivi une thérapie en juillet 2022 afin de l'aider à prendre des décisions concernant le parent avec lequel elle passerait les week-ends.
Quelques mois avant la fusillade d'août, Rupnow avait rejoint un club de tir lorsque son père l'avait emmenée à un stand de tir,. Il a écrit dans un commentaire sur Facebook qu'ils avaient rejoint le club au printemps et qu'ils avaient « apprécié chaque seconde passée là-bas ».
Un utilisateur a publié sur X ce qui était censé être le manifeste du tireur. Au moment de la publication, le manifeste n'avait pas encore été authentifié par la police de Madison. Les comptes de médias sociaux présumés de Rupnow contenaient des expressions de mal-être. Une photo d'elle portant un T-shirt KMFDM similaire à celui qu'Eric Harris, l'un des auteurs du massacre du lycée Columbine en 1999, a été diffusée en ligne.
Le 1er août 2025, Melissa Rupnow, la mère de la tueuse, meurt par suicide.  

## Conséquences
Les Boys and Girls Clubs du comté de Dane ont organisé une veillée aux chandelles le lendemain de la fusillade sur le terrain du Capitole de l'État. Un mémorial a été érigé sur un trottoir près de l'école pour rendre hommage les victimes de la fusillade. D'anciens élèves ont apporté des offrandes telles que des fleurs de poinsettia au mémorial.
Le 18 décembre, la mort de Rubi Vergara a été inscrite dans les registres nécrologiques d'un services de funérailles. Ses funérailles ont eu lieu le 21 décembre à la City Church de Madison,.

## Enquête
Le Bureau de l'alcool, du tabac, des armes à feu et des explosifs (ATF) était présent sur les lieux après la fusillade. Un porte-parole a déclaré que le Bureau avait récupéré le pistolet de calibre 9mm utilisé lors de la fusillade. La police et le Federal Bureau of Investigation (FBI) ont interrogé la famille du coupable et les étudiants pour tenter de trouver un mobile au crime. La famille de l'agresseur a coopéré avec les forces de l'ordre tout au long de l'enquête. Le chef Barnes a déclaré qu'il était conscient que le prétendu manifeste rédigé par le tireur, circulait sur Internet, mais il n'a pas confirmé son authenticité. Il a également déclaré qu'il avait demandé à l'ATF d'accélérer son enquête sur les déplacements de la tireuse et sur la méthode utilisée pour obtenir l'arme à feu. Il n'était pas sûr que ses parents possédaient ou étaient en possession de l'arme. Le 17 décembre, Barnes a déclaré aux journalistes que les enquêteurs étudiaient une « combinaison de facteurs », y compris la possibilité que Rupnow ait été victime de harcèlement auparavant.
Le domicile du père de Samantha Rupnow a été perquisitionné par les forces de l'ordre le 17 décembre, afin de récupérer des ordinateurs et d'autres appareils personnels qui serviront à identifier l'empreinte numérique du tireur,. Le domicile de la mère du tireur a également été perquisitionné par la police le 17 décembre, mais selon des voisins et des témoins, personne n'était présent. Les voisins ont déclaré avoir eu peu de contacts avec la mère du tireur. De plus, la police recherche sur les comptes de réseaux sociaux du tireur présumé des indices qui pourraient l'aider à établir le mobile de l'attaque.

### Complices éventuels
Le 18 décembre, Alexander Paffendorf, 20 ans, de Carlsbad, en Californie, a été arrêté par des agents du FBI en lien avec la fusillade. Il était soupçonné d'avoir coordonné une fusillade de masse dans un bâtiment gouvernemental en collaboration avec Rupnow. Il aurait dit à Rupnow qu'il « s'armerait d'explosifs et d'un pistolet et qu'il commencerait à tirer dans un bâtiment gouvernemental ». On ne sait pas encore comment Paffendorf et Rupnow se connaissaient ; le FBI a refusé de commenter cette situation,. Cependant, à la suite de ses déclarations et de ses aveux, une ordonnance de protection d'urgence (de restriction) pour violence armée approuvée par un juge du comté de San Diego a été signifiée à l'encontre de Paffendorf. L'ordonnance exige que Paffendorf remette ses armes à feu et ne possède aucune arme à feu tant que l'ordonnance est en vigueur. Le 3 janvier 2025, Paffendorf a comparu par vidéo devant le tribunal supérieur du comté de San Diego pour une audience relative à une ordonnance de protection. Il s'est excusé pour son lien avec la fusillade, a exprimé ses regrets pour ses actes et a déclaré qu'il était prêt à faire face aux répercussions de ses actes. Le juge a reporté l'audience au 4 avril car Paffendorf fait l'objet d'une enquête criminelle et n'a pas encore d'avocat.
Le compte X de l'auteur de la fusillade au lycée d'Antioch aurait été suivi par Rupnow.

## Réactions
Le président Joe Biden a commenté l'incident comme étant « choquant et inadmissible » dans un communiqué. Il a appelé le Congrès à prendre des mesures immédiates pour lutter contre la violence armée, soulignant la nécessité de renforcer la protection des enfants dans les écoles. Il a plaidé pour que le Congrès adopte des lois sur la sécurité des armes à feu, notamment des vérifications universelles des antécédents, une loi nationale sur le drapeau rouge, ainsi qu'une interdiction des armes d'assaut et des chargeurs de grande capacité.
Le gouverneur du Wisconsin, Tony Evers, a ordonné que les drapeaux des États-Unis et du Wisconsin soient mis en berne et a publié une déclaration sur X peu de temps après la fusillade, tweetant qu'il surveillait de près la fusillade, et qu'il envoyait ses prières aux étudiants, les éducateurs et la communauté locale en attendant plus d'informations.
Les sénateurs du Wisconsin Tammy Baldwin et Ron Johnson ont publié des déclarations séparées sur les réseaux sociaux offrant leurs condoléances et leurs prières à toutes les victimes, et ont déclaré qu'ils continueraient de surveiller la situation et d'aider les forces de l'ordre si nécessaire. Peu de temps après la fusillade, la page Facebook de l'école a indiqué qu'il y avait eu un incident impliquant un tireur actif et qu'elle demandait des prières.
Le chef Barnes a déclaré aux médias : « Chaque enfant, chaque personne dans ce bâtiment, est une victime et le sera pour toujours. Ce type de traumatisme ne disparaît pas comme ça. » Lors de la veillée, le surintendant du district scolaire métropolitain de Madison, Joe Gothard, a déclaré que la tragédie s'était produite à moins de deux lieues de la maison de son enfance. Il a affirmé que déclarer que le district améliorerait la sécurité n'était pas suffisant. Il a déclaré : « Nous devons nous connecter comme nous le faisons ce soir, chaque jour et nous engager à être là les uns pour les autres, dans l'espoir d'éviter des tragédies évitables comme celle d'hier. »